# Moutoki (eiland)
Het Moutoki-eiland is een klein eilandje aan het Noordereiland in de Bay of Plenty van Nieuw-Zeeland. De regio Bay of Plenty waar Moutoki toe behoort, is genoemd naar de baai die zijn naam van James Cook kreeg. Moutoki maakt samen met de eilanden Rurima en Tokata deel uit van de Rurima Rocks. Het eiland ligt zo'n 10 kilometer ten westen van het eiland Whale.
Op het eiland leven brughagedissen waarvan 32 volwassen exemplaren in 1996 werden uitgezet voor een herintroductie op het eiland Whale.